# Guerre della lega delio-attica
Le guerre della lega delio-attica (477-449 a.C.) furono una serie di campagne militari condotte dalla lega delio-attica, guidata da Atene, e i suoi alleati, contro l'impero achemenide: questi conflitti rappresentano una continuazione delle guerre persiane.
L'alleanza tra le poleis greche, incentrata su Sparta e Atene, che aveva vinto la seconda guerra persiana, aveva inizialmente sfruttato questo successo catturando le guarnigioni persiane di Sesto (479) e Bisanzio (478), in Tracia.
Dopo la conquista di Bisanzio, gli Spartani scelsero di non continuare la guerra, mentre Atene decise di andare avanti, costituendo attorno a sé una nuova alleanza, conosciuta come "lega delio-attica". Nel corso dei successivi trent'anni, Atene avrebbe progressivamente assunto una posizione più egemonica nella lega, che gradualmente si evolse in una sorta di impero ateniese.
Nel 470 a.C. la lega di Delo fece una campagna in Tracia e nell'Egeo per rimuovere le rimanenti guarnigioni persiane dalla regione, comandata soprattutto dal politico ateniese Cimone. Nella prima parte del decennio successivo, Cimone iniziò una campagna in Asia Minore, cercando di rafforzarvi la posizione greca: nella battaglia dell'Eurimedonte, in Panfilia, gli Ateniesi e la flotta alleata ottennero una doppia vittoria, distruggendo la flotta persiana e poi sbarcando dalle loro navi per attaccare e sbaragliare l'esercito nemico.
Verso la fine del 460 a.C. gli Ateniesi presero la decisione ambiziosa di sostenere una rivolta nella satrapia egiziana dell'impero persiano. Anche se le forze greche avevano ottenuto un successo iniziale, non furono in grado di catturare la guarnigione persiana a Menfi, nonostante un assedio triennale; i Persiani poi contrattaccarono, comandati da Megabizo, e la forza ateniese fu posta sotto assedio per un anno e mezzo, per poi essere distrutta. Questo disastro, insieme con la guerra in corso in Grecia, dissuase gli Ateniesi dal riprendere il conflitto con la Persia.
Nel 451 a.C., quando in Grecia fu concordata una tregua, Cimone fu in grado di guidare una spedizione a Cipro. Tuttavia, mentre assediava Kition, Cimone morì, e la forza ateniese decise di ritirarsi, ottenendo un'altra doppia vittoria nella battaglia di Salamina in Cipro al fine di tornare in patria.
Questa campagna segnò la fine delle ostilità tra la lega e la Persia, e alcuni storici antichi sostengono che sia stato concordato un trattato di pace, la pace di Callia, per cementare la fine definitiva delle guerre tra Greci e Persiani.

## Fonti

### Le fonti disponibili

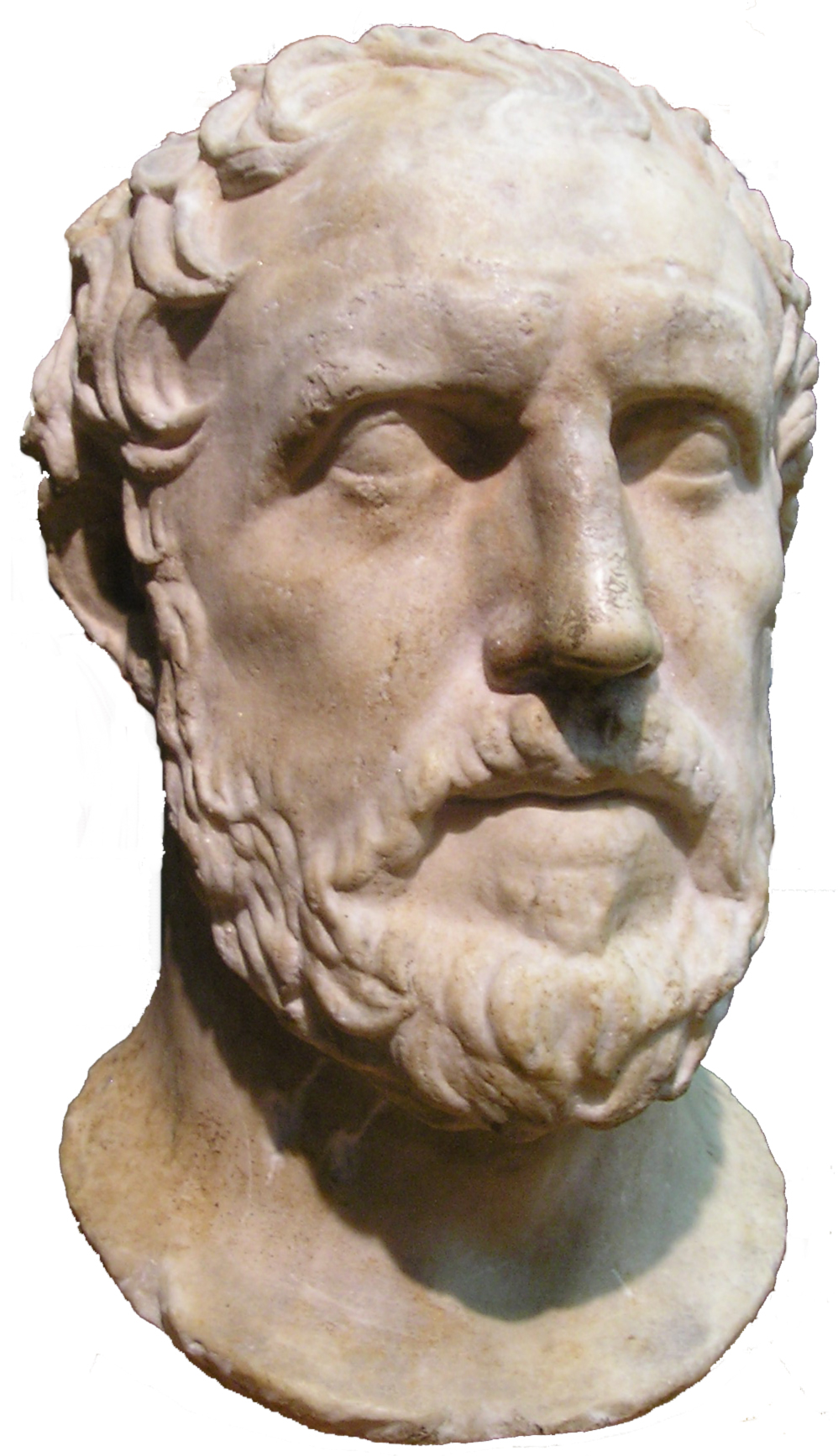
Busto di Tucidide, al Royal Ontario Museum.

Purtroppo la storia militare della Grecia tra la fine della seconda guerra persiana e la guerra del Peloponneso (479-431 a.C.) è scarsamente attestata dalle fonti antiche giunte fino a noi: questo periodo, a volte indicato come pentecontaetia dagli storici antichi, fu un periodo di relativa pace e prosperità per la Grecia.
La fonte più ricca e più vicina agli avvenimenti è la Guerra del Peloponneso di Tucidide, che è generalmente considerata dagli storici moderni come una fonte primaria affidabile. Tucidide parla di questo periodo solamente in una digressione sulla crescita del potere ateniese negli anni precedenti la guerra del Peloponneso, quindi il racconto è breve, probabilmente selettivo, e totalmente mancante di date; tuttavia, esso è usato dagli storici per ricostruire una struttura base del periodo, sulla quale si possono aggiungere i dettagli ricavati da altri scrittori o da fonti archeologiche.
Molti dettagli in più su questi anni sono forniti da Plutarco, nelle sue biografie di Aristide e soprattutto di Cimone; Plutarco scrisse sei secoli dopo gli eventi in questione, quindi è una fonte molto secondaria, ma spesso nomina esplicitamente le sue fonti, permettendo un certo grado di verifica delle sue dichiarazioni.
Nelle sue biografie Plutarco si riferisce in modo esplicito a molte storie antiche piuttosto dettagliate riguardanti questo periodo che non sono giunte fino a noi, omesse nel breve resoconto di Tucidide.
La fonte principale esistente più tarda è la storia universale (Bibliotheca historica) scritta da Diodoro Siculo nel I secolo; gran parte degli scritti di Diodoro riguardanti questo periodo sembrano essere derivati dallo storico greco Eforo, molto precedente, che aveva scritto anche lui una storia universale. Tuttavia, da quel poco che si sa di Eforo, gli storici generalmente si oppongono alla sua versione della storia: infatti, per questo periodo, sembra che egli abbia semplicemente riciclato le ricerche di Tucidide, ma giungendo a delle conclusioni completamente diverse.
Diodoro, che è stato spesso respinto dagli storici moderni, non è quindi considerato una fonte particolarmente affidabile per questo periodo: in effetti uno dei suoi traduttori, Oldfather, a proposito del resoconto di Diodoro della campagna dell'Euridonte afferma che "... i tre capitoli precedenti rivelano Diodoro nella luce peggiore...".
Infine, riguardo a questo periodo, ci sono varie prove archeologiche, fra cui le utilissime iscrizioni contenenti gli elenchi dei tributi della lega di Delo.

### La ricostruzione della cronologia
Tucidide fornisce un elenco sintetico dei principali eventi che si verificarono tra la fine della seconda invasione persiana e lo scoppio della guerra del Peloponneso, ma quasi nessuna informazione cronologica. Sono stati fatti vari tentativi per ricomporre la cronologia, ma non c'è una risposta definitiva: la premessa principale di questi tentativi è che Tucidide abbia descritto gli eventi nell'ordine cronologico corretto.
L'unica data fermamente accettata è il 465 a.C., anno dell'inizio dell'assedio di Taso; essa è basata sui commenti fatti da un antico studioso anonimo a uno dei manoscritti esistenti delle opere di Eschine, il quale annotò che il disastro a Nove-Modi avvenne sotto l'arconte Lisiteo (in carica fra il 465 e il 464 a.C.). Tucidide menziona questo attacco ai Nove-Modi come collegato all'inizio dell'assedio di Taso, e poiché afferma che l'assedio terminò dopo tre anni, esso risale di certo al 465-463 a.C.
Allo stesso modo, lo studioso anonimo fornisce una data probabile per l'assedio di Eione: questa annotazione pone la sua caduta nell'arcontato di Fedone (in carica fra il 476 e il 475 a.C.). L'assedio potrebbe quindi essere stato compreso, verosimilmente, o tra il 477 e 476 a.C. o tra il 476 e il 475 a.C.
La battaglia dell'Eurimedonte, invece, può essere datata al 469 a.C. basandosi sull'aneddoto di Plutarco sull'arconte Apsefione (in carica fra il 469 e il 468 a.C.), che scelse Cimone e i suoi generali come giudici in una gara: il collegamento è che Cimone aveva recentemente ottenuto una grande vittoria, molto probabilmente proprio la battaglia dell'Eurimedonte. Tuttavia, dato che la battaglia dell'Eurimedonte sembra essere stata dopo l'assedio ateniese di Nasso (ma prima dell'assedio di Taso), la data è chiaramente in contrasto con quella di Nasso; così, mentre alcuni accettano come data il 469, un'altra scuola di pensiero la posticipa al 467 a.C.; una terza ipotesi, dal momento che la battaglia sembra essere precedente all'assedio di Taso, piazza la battaglia nel 466 a.C.
La datazione di Nasso è strettamente connessa con altri due eventi contemporanei. Tucidide sostiene che Pausania, essendo stato privato del comando dopo l'assedio di Bisanzio, vi tornò come privato cittadino subito dopo e prese il comando della città fino alla sua espulsione da parte degli Ateniesi; egli poi attraversò il Bosforo e si stabilì a Colonae in Troade, fino a quando fu accusato di aver collaborato coi Persiani e richiamato a Sparta per essere processato. Tucidide, però, non fornisce alcuna cronologia di questi eventi. Poco dopo, sempre secondo il suo resoconto, gli Spartani accusarono lo statista ateniese Temistocle, allora in esilio ad Argo, di complicità nel tradimento di Pausania; Temistocle allora fuggì da Argo, rifugiandosi forse in Asia Minore. Tucidide afferma che durante il suo viaggio, Temistocle finì per sbaglio a Nasso, in quel momento assediata dagli Ateniesi. I tre eventi (tradimento di Pausania, fuga di Temistocle e assedio di Nasso), quindi, accaddero in rapida successione, e sicuramente dopo il 474 a.C. (la prima data possibile per l'ostracismo di Temistocle); essi sono generalmente collocati tra il 470 e il 469 a.C., ma se questa data è accettata ci sono diverse incongruenze nel racconto di Temistocle. Di conseguenza, è stata proposta una data molto più tarda per l'espulsione di Pausania da Bisanzio, e, tenendola per giusta, questi tre eventi andrebbero collocati intorno al 467 a.C., risolvendo il problema riguardo Temistocle e probabilmente spiegando anche alcuni dettagli incidentali citati nella biografia di Cimone scritta da Plutarco; tuttavia, questa linea temporale modificata non è universalmente accettata dagli storici.
Le campagne in Egitto e a Cipro sono un po' più facili da datare. Tucidide dice che la campagna d'Egitto è durata sei anni e che, tre anni più tardi, gli Ateniesi e gli Spartani firmarono una tregua di cinque anni; questo trattato di tregua è noto per essere stato stretto nel 451 a.C., per cui la campagna d'Egitto si svolse fra il 460 e il 454 a.C. La campagna di Cipro, che seguì direttamente la tregua, risale quindi al 451-450 a.C.

## Antefatto

Mappa che mostra gli eventi principali della Rivolta Ionica e dell'invasione della Grecia da parte dei Persiani

Le guerre persiane avevano le loro radici nella conquista delle poleis greche dell'Asia Minore, e in particolare della Ionia, da parte dell'impero persiano di Ciro il Grande, poco dopo il 550 a.C. I Persiani trovarono gli Ioni difficile da governare, tanto che alla fine incoraggiarono l'instaurazione di un tiranno in ogni città ionica; gli stati greci, in passato, erano stati governati spesso da tiranni, ma a quell'epoca questa era una forma di governo in declino.
Attorno al 500 a.C. la Ionia sembra essere matura per una ribellione contro i tiranni, sostenuti dai Persiani. La tensione crescente sfociò in una rivolta, causata dalle azioni del tiranno di Mileto Aristagora: questi, nel tentativo di salvarsi dalla punizione che gli sarebbe stata inflitta dai Persiani per aver sostenuto una spedizione fallimentare nel 499 a.C., Aristagora scelse di dichiarare Mileto una democrazia. Questo scatenò rivoluzioni simili tra gli Ioni e le altre popolazioni greche della regione, dando inizio alla rivolta ionia.
Atene ed Eretria si lasciarono trascinare in questo conflitto da Aristagora e, nel 498 a.C., contribuirono alla cattura e all'incendio della capitale della satrapia persiana, Sardi; dopo questo fatto, la rivolta ionia continuò per altri cinque anni, prima di essere totalmente domata dai Persiani (493 a.C.). Tuttavia, con una decisione di grande importanza storica, il re persiano Dario il Grande decise che, nonostante la rivolta fosse stata estinta con successo, bisognava Atene ed Eretria per averla sostenuto: la rivolta ionica aveva minacciato gravemente la stabilità del suo impero, e gli stati della Grecia continentale avrebbero continuato a minacciarne la stabilità se non fossero stati combattuti, quindi Dario cominciò così a meditare la completa sottomissione della Grecia, a cominciare con la distruzione di Atene ed Eretria.
Nei due decenni successivi ci sarebbero due invasioni persiane della Grecia, comprendenti anche alcune delle più famose battaglie della storia. Durante la prima invasione la Tracia, la Macedonia e le isole dell'Egeo furono annesse dall'impero persiano, ed Eretria fu distrutta; l'invasione, però, si concluse nel 490 a.C. colla decisiva vittoria ateniese nella battaglia di Maratona.
Nel periodo tra le due guerre Dario morì, lasciando il trono al figlio Serse. Questi guidò la seconda invasione personalmente nel 480 a.C., a capo di una flotta e di un esercito enormi (anche se spesso sovrastimati): le poleis che decisero di resistere furono sconfitte nelle battaglie gemelle delle Termopili (dove caddero i trecento spartani di Leonida) e di Capo Artemisio (dove affondò parte della flotta ateniese), quindi tutta la Grecia (tranne il Peloponneso) cadde nelle mani dei Persiani, che però furono pesantemente sconfitti a Salamina, mentre tentavano di distruggere i resti della flotta greca. L'anno successivo le poleis assemblarono il più grande esercito greco mai visto e sconfissero l'esercito persiano rimasto in Grecia nella battaglia di Platea, ponendo fine all'invasione persiana.
Secondo la tradizione lo stesso giorno della battaglia di Platea la flotta greca sconfisse i resti malconci di quella persiana nella battaglia di Micale. Questa azione segnò la fine della minaccia persiana e l'inizio della fase successiva delle guerre greco-persiane, il contrattacco greco: dopo questa battaglia le poleis greche dell'Asia Minore si ribellarono di nuovo, e i Persiani non furono più in grado di riprenderne il controllo. La flotta greca allora salpò per il Chersoneso Tracico, ancora sotto il controllo dei Persiani, e pose sotto assedio la città di Sesto. Conquistatala, l'anno successivo i Greci inviarono un esercito per catturare la città di Bisanzio; l'assedio riuscì, ma il comportamento del generale spartano Pausania scontentò molti delle poleis alleati, tanto che Sparta lo richiamò in patria. L'assedio di Bisanzio fu l'ultima azione dell'alleanza ellenica che aveva sconfitto l'invasione persiana, visto che, da quel momento in poi, a continuare la guerra contro i Persiani fu solo la lega delio-attica, capeggiata da Atene.

## Lega delio-attica

Atene e il suo impero nel 431 a.C.. L'Impero Ateniese fu il diretto discendente della Lega di Delo

Dopo i fatti di Bisanzio, Sparta era ansiosa di porre fine alla sua partecipazione alla guerra: gli Spartani erano del parere che lo scopo della guerra fosse già raggiunto colla liberazione della Grecia continentale e delle poleis dell'Asia Minore, e forse ritenevano anche che garantire la sicurezza a lungo termine di queste ultime sarebbe stato impossibile.
Dopo Micale il re Leotichida aveva proposto che tutti i Greci dall'Asia Minore migrassero in Europa come unico metodo di liberarli per sempre dal dominio persiano; Santippo, il comandante ateniese di Micale, respinse totalmente questa idea, dato che le città ioniche erano in origine colonie ateniesi e gli Ateniesi, in qualunque caso, le avrebbero protette.
Da quel momento in poi, colla partenza degli Spartani da Bisanzio, la guida dell'alleanza ellenica anti-persiana passò a tutti gli effetti agli Ateniesi.
La libera alleanza di poleis che aveva combattuto contro l'invasione di Serse era stata dominata da Sparta e dai membri della lega peloponnesiaca; dopo che queste si furono ritirate, fu convocata un'assemblea sull'isola santa di Delo per istituire una nuova alleanza, volta a continuare la guerra contro i Persiani. Questa nuova alleanza, che includeva molte delle isole dell'Egeo, fu battezzata ufficialmente come la "Prima alleanza ateniese", comunemente conosciuta come la "Lega delio-attica" o "Lega di Delo".
Secondo Tucidide l'obiettivo ufficiale della lega era di "vendicare i torti subiti devastando il territorio del re di Persia". In realtà, questo obiettivo fu diviso in tre grandi sforzi: prepararsi ad ogni invasione futura, vendicarsi della Persia e organizzare un sistema di divisione del bottino di guerra.
Ai membri fu permesso di scegliere fra l'offrire forze armate o il pagare una tassa al tesoro comune, che sarebbe stato custodito a Delo; la maggior parte dei membri scelse di pagare la tassa. I membri della lega giurarono di avere gli stessi amici e nemici e poi lasciarono cadere dei lingotti di ferro in mare per simboleggiare la permanenza della loro alleanza. Il politico ateniese Aristide, che trascorse il resto della sua vita ad occuparsi delle finanze della lega, secondo Plutarco morì pochi anni dopo nel Ponto, mentre stava decidendo quale sarebbe dovuta essere la tassa che i nuovi membri avrebbero dovuto pagare per entrare nella lega; da notarsi che, sempre il suo resoconto, morì piuttosto povero, segno della sua onestà nell'utilizzare i fondi a lui affidati.

## Campagne non contro i Persiani

### Espansione militare della lega
Tucidide fornisce solo un esempio dell'uso della forza per estendere l'adesione alla lega ma, dal momento che il suo resoconto non sembra essere integrale, presumibilmente ce ne furono più.
Plutarco fornisce i dettagli di uno di questi episodi: Karystos, che avevano collaborato coi Persiani durante la seconda guerra persiana, fu attaccata dalla lega nel 470 a.C. e costretta ad entrarvi. Plutarco cita anche il destino di Faselide, che Cimone costrinse ad aderire alla lega durante la sua campagna dell'Eurimedonte.

### Ribellioni interne
Secondo Tucidide Nasso provò a lasciare la lega in un anno compreso tra il 470 e il 467 a.C., ma fu attaccata dagli Ateniesi e costretta a restarvi; un simile trattamento fu riservato a Taso, che tentò di defezionare nel 465 a.C. Dalle fonti archeologiche è possibile dedurre che, negli anni successivi, non ci furono ulteriori ribellioni.
Tucidide fa capire molto chiaramente che il comportamento degli Ateniesi nello schiacciare queste ribellioni permise ad Atene di imporre la sua egemonia sulla lega, trasformandola in un vero e proprio impero ateniese.

### Conflitti in Grecia

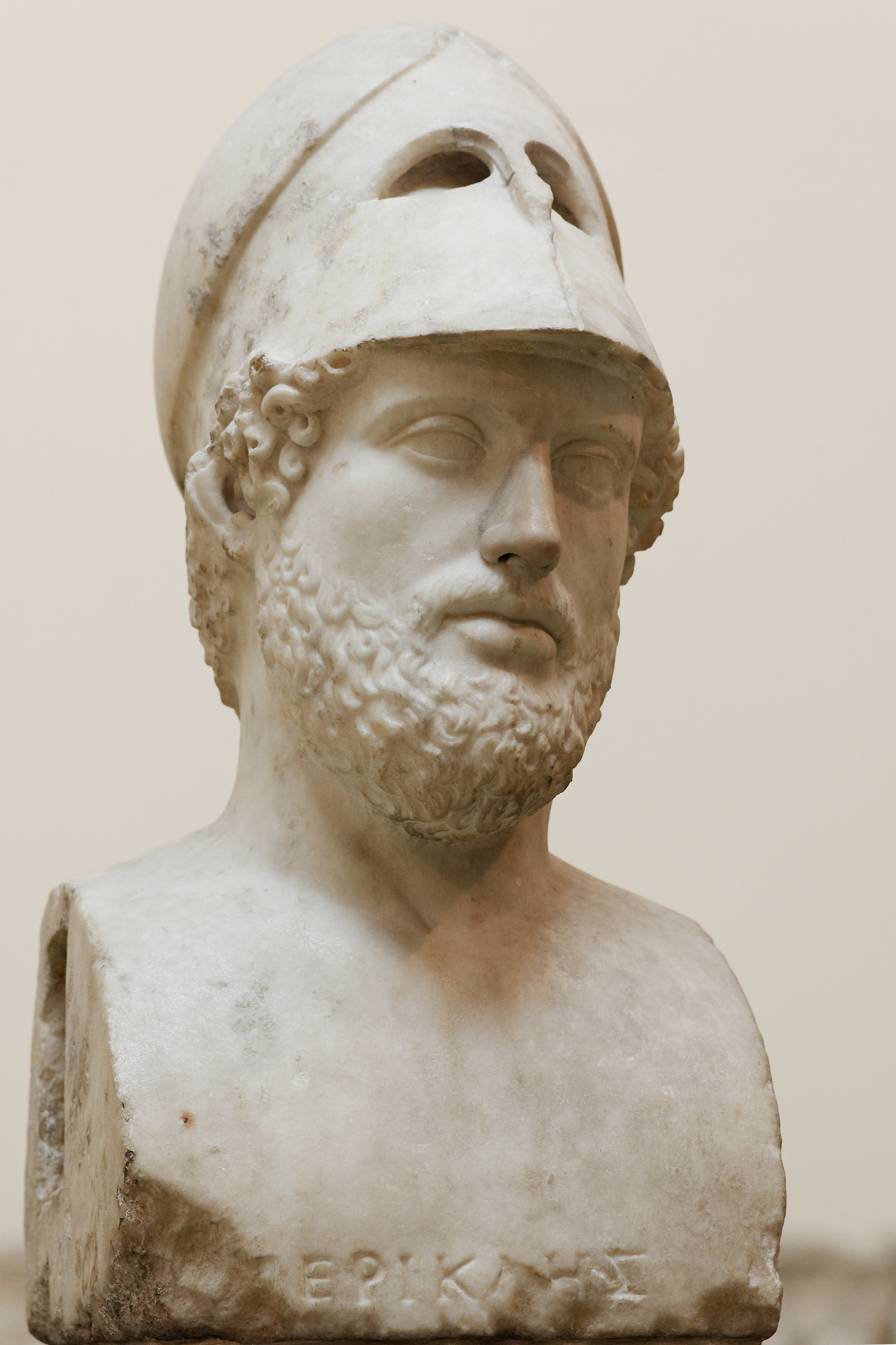
Pericle, il politico ateniese che governò Atene per gran parte della sua 'Età d'oro'.

Durante il periodo compreso fra il 479 e il 461 gli stati greci continentali furono in pace tra di loro, almeno esteriormente, anche se divisi in fazioni filo-spartane e filo-ateniesi; l'alleanza ellenica esisteva ancora, almeno nominalmente, e dal momento che Atene e Sparta erano ancora alleati, la Grecia aveva raggiunto una certa stabilità. Tuttavia, in questo periodo, Sparta divenne sempre più diffidente nei confronti del crescente potere di Atene. Fu questa paura, secondo Tucidide, che rese inevitabile la seconda Guerra del Peloponneso, più grande e più famosa della prima.
Nel 462 a.C. Atene, su consiglio di Cimone, inviò delle truppe per aiutare Sparta a fronteggiare una rivolta degli Iloti, la cosiddetta Terza guerra messenica, secondo i termini della vecchia alleanza ellenica. Gli Spartani tuttavia, temendo che il contingente ateniese potesse simpatizzare cogli Iloti assediati sul monte Itome, rimandarono le truppe ateniesi in patria, dicendo di non aver più bisogno di loro. Questo evento provocò l'ostracismo di Cimone, la fine politica di coloro che lo sostenevano, gli aristocratici moderati, e quindi l'ascesa dei democratici radicali, guidati da Efialte e Pericle; la conseguenza finale di questa rottura fu lo scoppio della cosiddetta prima guerra del Peloponneso.
In questo conflitto gli Ateniesi, a differenza degli Spartani, non coinvolsero i loro alleati, i membri della lega delio-attica: questi ultimi, infatti, avevano firmato per la lotta contro i Persiani, non contro dei compatrioti greci. Sembra però che, almeno nella battaglia di Tanagra (457 a.C.), un contingente di Ionii abbia combattuto cogli Ateniesi. I conflitti in Grecia nel corso di questi anni non sono comunque direttamente rilevanti per la storia della lega di Delo.
Si può notare, tuttavia, che la prima guerra del Peloponneso potrebbe aver accelerato la transizione della lega di Delo da un'alleanza dominata da Atene a un impero governato da Atene.
Durante i primi anni della guerra, Atene e i suoi alleati non appartenenti alla lega conseguirono una serie di vittorie. Tuttavia, il crollo simultaneo della spedizione in Egitto della Lega di Delo (454 a.C.) causò panico ad Atene, portando ad una diminuzione dell'attività militare fino al 451 a.C., quando si concluse la tregua di cinque anni con Sparta. Durante questo periodo di paura il tesoro della lega fu spostato da Delo ad Atene, percepita come più sicura.
Nonostante Atene avesse in pratica una posizione egemonica sul resto della lega da quando era stata sedata la ribellione di Nasso, il processo con cui la lega di Delo si trasformò gradualmente nell'Impero ateniese accelerò dopo il 461 a.C. Il trasferimento del tesoro ad Atene è talvolta usato come una demarcazione arbitraria tra la lega di Delo e l'impero ateniese; un'altra data di demarcazione possibile è la fine definitiva delle ostilità con i Persiani (450 a.C.), dopo la quale, anche se gli obiettivi dichiarati inizialmente della lega erano stati soddisfatti, gli Ateniesi rifiutarono di consentire agli Stati membri di lasciare l'alleanza.

## Campagne contro i Persiani

### Tracia

#### Assedio di Eione

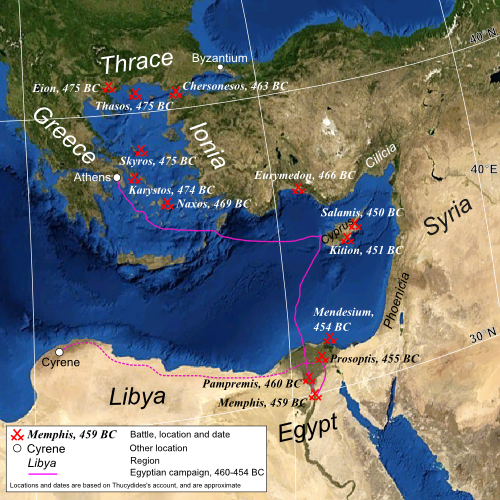
Mappa che mostra i luoghi delle battaglie combattute dalla lega di Delo dal 477 al 450 a.C.

Secondo Tucidide la prima campagna militare della lega fu contro la città di Eione, alla foce del fiume Strimone. Dal momento che Tucidide non fornisce una cronologia dettagliata della storia della lega, l'anno in cui questa campagna ha avuto luogo è incerto. L'assedio sembra essere durato dall'autunno di un anno fino all'estate del successivo e alcuni storici sostengono che gli anni siano il 477 e il 476 a.C. o il 476 e il 475 a.C. Sembra che Eione, insieme a Dorisco, ospitasse una delle due guarnigioni persiane lasciate in Tracia durante e dopo la seconda guerra persiana.
La campagna contro Eione probabilmente dovrebbe essere vista come parte di una campagna più ampia volta a rimuovere i Persiani dalla Tracia. Anche se non copre direttamente questo periodo, Erodoto allude a diversi tentativi falliti, presumibilmente ateniesi, di rimuovere il governatore persiano di Dorisco, Mascame. Tucidide avrebbe potuto considerare Eione degna di essere menzionata a causa della sua importanza strategica; inoltre nella regione erano disponibili abbondanti scorte di legname e c'erano miniere d'argento. Infine, Eione ed era poco lontana dal luogo della futura colonia ateniese di Anfipoli, che fu sede di numerosi disastri futuri per gli Ateniesi.
Il contingente che attaccò Eione era sotto il comando di Cimone. Plutarco afferma i Persiani, da lui sconfitti in battaglia, si ritirarono in città, dove furono assediati. Cimone poi espulse tutti i loro collaboratori traci dalla regione, in modo da prendere i Persiani con la fame.
Erodoto segnala che al comandante persiano Boge furono offerti dei termini secondo i quali avrebbe avuto la possibilità di evacuare la città e di tornare in Asia; tuttavia lui, non volendo essere considerato un codardo da Serse, resistette fino all'ultimo. Quando il cibo a Eione terminò, Boges gettò il suo tesoro nello Strimone, uccise tutti i suoi parenti e poi li immolò insieme a se stesso su un rogo gigantesco. Gli Ateniesi quindi presero la città e ridussero in schiavitù la popolazione rimanente.

#### Sciro
Dopo l'azione a Eione, forse nella stessa campagna, gli Ateniesi attaccarono l'isola di Sciro, ancora sotto il comando di Cimone. Questo attacco non fu sferrato in funzione anti-persiana, ma era motivato dal fatto che la popolazione indigena si era data alla pirateria.
Con questa azione gli Ateniesi "liberarono l'Egeo" e mandarono coloni sull'isola per evitare che l'isola riprendesse la sua attività piratesca.

#### Chersoneso
Cimone tornò in Tracia un decennio più tardi per completare l'espulsione delle forze persiane dall'Europa. Questa azione sembra essersi verificata in concomitanza con l'assedio di Taso, quindi è generalmente datata al 465 a.C.
Evidentemente, ancora a quell'epoca, alcune forze persiane stavano governando (o avevano riconquistato) una parte del Chersoneso, con l'aiuto dei Traci nativi del luogo.
Cimone salpò per il Chersoneso con sole 4 triremi, ma riuscì a catturare le 13 navi dei Persiani, che successivamente cacciò dalla penisola. Cimone poi fece colonizzare dagli Ateniesi il Chersoneso, di cui suo padre Milziade era stato tiranno prima dell'inizio delle guerre persiane.

### Asia Minore

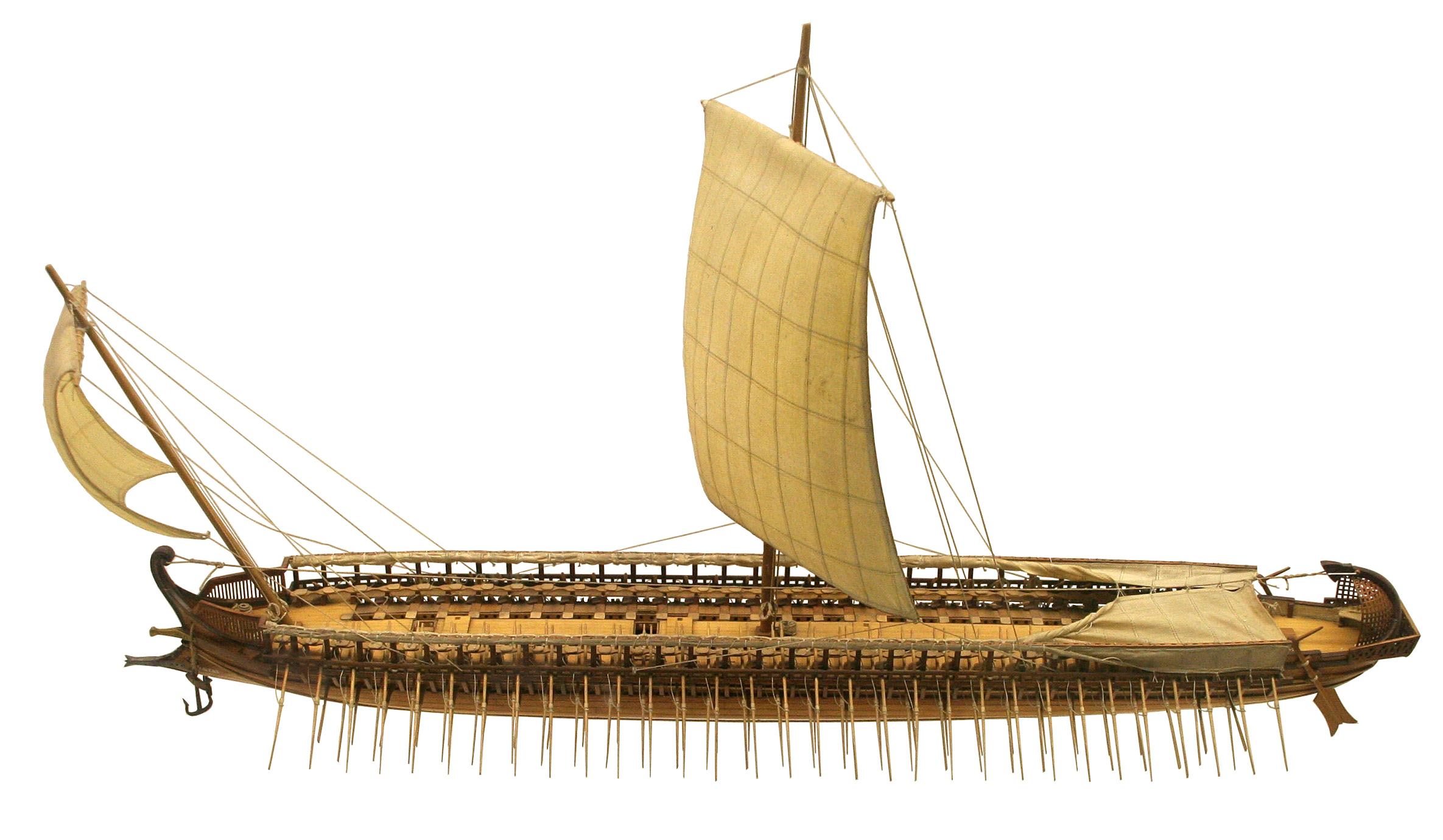
Modello ricostruito di una trireme, il tipo di nave usata sia dalla flotta greca sia da quella persiana.

Dopo che le forze persiane in Europa erano state in gran parte neutralizzate, sembra che gli Ateniesi abbiano cominciato a espandere la Lega in Asia Minore.
Sembra che isole di Samo, Chio e Lesbo fossero diventate membri dell'alleanza ellenica originale già dopo Micale, quindi presumibilmente erano tra i membri originali della lega di Delo. Tuttavia non è chiaro esattamente quando le altre città greche dell'Asia Minore abbiano aderito ad essa, anche se certamente prima o poi tutte le si unirono.
La campagna dell'Eurimedonte di Cimone sembra essere iniziata in risposta all'armamento di molte navi e di un grande esercito persiano ad Aspendo, nei pressi della foce del fiume Eurimedonte. Di solito si sostiene che i Persiani fossero gli aspiranti aggressori e che la campagna che di Cimone fosse stata lanciata al fine di far fronte a questa nuova minaccia.
Cawkwell suggerisce che i preparativi dei Persiani siano stati il primo tentativo organizzato di contrastare l'attività dei Greci dopo il fallimento della seconda invasione della Grecia; è possibile che i conflitti all'interno dell'impero persiano abbiano contribuito a ritardare la preparazione di questa campagna. Cawkwell pensa che le forze persiane riunite ad Aspendo mirassero a costeggiare la parte meridionale dell'Asia Minore per catturarne tutte le città, in modo da poter nuovamente operare indisturbata nel mar Ionio.
Plutarco afferma che Cimone, dopo aver sentito che le forze persiane si stavano radunando ad Aspendo, salpò da Cnido (in Caria) con 200 triremi. È molto probabile che Cimone avesse riunito questa flotta perché gli Ateniesi erano stati avvertiti riguardo all'ormai prossima campagna dei Persiani, che mirava a risottomettere i Greci asiatici.
Secondo Plutarco Cimone si diresse verso la città greca di Faselide (in Licia), dove però gli fu rifiutato l'ingresso. Cimone iniziò quindi a devastare le terre della città che, grazie alla mediazione del contingente ateniese proveniente da Chio, alla fine decise di entrare a far parte della Lega; Faselide dovette perciò contribuire con delle truppe alla spedizione e fu costretta a versare agli Ateniesi dieci talenti.
Con la cattura di Faselide, la più lontana città greca occidentale in Asia Minore (si trovava infatti poco a ovest dell'Eurimedonte), Cimone bloccò la campagna nemica prima del suo inizio, negando ai Persiani la prima base navale che avrebbero avuto bisogno di controllare.
Dopodiché Cimone decise di attaccare direttamente la flotta persiana di Aspendo.

#### Battaglia dell'Eurimedonte
Tucidide riporta solo il minimo indispensabile di informazioni riguardo a questa battaglia; il resoconto dettagliato più attendibile è dato da Plutarco.
Secondo Plutarco la flotta persiana era ancorata al largo della foce dell'Eurimedonte in attesa dell'arrivo di 80 navi fenicie da Cipro. Sono riportate diverse stime per le dimensioni della flotta persiana: Tucidide dice che era composta da 200 navi fenicie ed è generalmente considerato la fonte più affidabile; Plutarco riferisce che secondo Eforo le navi erano 350 e secondo Fanodemo 600.
Cimone, salpando da Faselide, provò ad attaccare i Persiani prima dell'arrivo dei rinforzi, ma la flotta persiana, desiderosa di evitare scontri, si ritirò nel fiume; tuttavia, mentre Cimone continuava fare pressione sui Persiani, essi accettarono la battaglia. Nonostante il grande numero di navi persiane, la loro linea di battaglia fu presto rotta e le navi persiane poi fecero manovra e sbarcarono sulla riva del fiume. Lasciarono a terra le navi e gli equipaggi e cercarono rifugio con l'esercito in attesa nelle vicinanze.
Nonostante la stanchezza delle sue truppe dopo questa prima battaglia, anche Cimone sbarcò e procedette ad attaccare l'esercito persiano. Inizialmente la linea persiana tenne a bada l'assalto ateniese, ma alla fine, come nella battaglia di Micale, gli opliti pesantemente corazzati si dimostrarono superiori e sbaragliarono l'esercito persiano.
Tucidide dice che 200 navi fenicie furono catturate e distrutte. È altamente improbabile che questo si sia verificato durante l'apparentemente breve battaglia navale, per cui la maggior parte delle navi probabilmente venne catturata e incendiata dopo la battaglia, mentre era a terra, come era successo a Micale.
Secondo Plutarco, Cimone poi navigò con la flotta greca il più rapidamente possibile per intercettare la flotta di 80 navi fenicie che i Persiani stavano aspettando; prendendoli di sorpresa, Cimone catturò o distrusse l'intera flotta. Tuttavia Tucidide non menziona questa azione complementare, e alcuni hanno messo in dubbio che si tratti di un avvenimento effettivamente accaduto.
Secondo Plutarco, in un racconto tradizionale il re persiano Serse (che a quel tempo sarebbe stato ancora Serse) avrebbe accettato un trattato di pace umiliante come conseguenza della battaglia dell'Eurimedonte.. Però, come riporta Plutarco, altri autori negano che fu fatta una pace di questo tipo a quel tempo e pensano che la data più logica per un trattato di pace sarebbe stata dopo la campagna di Cipro. L'alternativa suggerita da Plutarco è che il re persiano si comportò come se avesse stretto una pace umiliante con i Greci, perché aveva un'enorme paura di combattere ancora contro di loro. Gli studiosi moderni generalmente considerano poco probabile che un trattato di pace sia stato stretto come conseguenza della battaglia dell'Eurimedonte.
La vittoria dell'Eurimedonte fu una vittoria molto significativa per la lega di Delo e fece terminare una volta per tutte la minaccia di un'altra invasione persiana della Grecia. Sembra che questa vittoria abbia prevenuto anche qualsiasi tentativo persiano di riconquistare i Greci asiatici fino almeno al 451 a.C. L'entrata di ulteriori città dell'Asia Minore nella lega di Delo, particolarmente dalla Caria, probabilmente seguì la campagna di Cimone.
Non sembra che i Greci abbiano tratto benefici in patria dal loro vantaggio sui Persiani. Se la data successiva al 466 a.C. per la battaglia dell'Eurimedonte è accettata, questo potrebbe essere perché la rivolta a Taso fece spostare le truppe dall'Asia Minore per prevenire che i Tasiani uscissero dalla lega. La flotta persiana fu effettivamente assente dall'Egeo fino al 451 a.C., e le navi greche furono in grado di scorrazzare per la coste dell'Asia Minore impunemente.

### Egitto
Generalmente si pensa che la campagna egiziana, come discusso sopra, sia cominciata nel 460 a.C. Anche questa data comunque è soggetta a qualche dibattito, poiché a quel tempo Atene era già in guerra con Sparta nella prima guerra del Peloponneso. Ci si è chiesto se mai Atene avesse cominciato una compagna in Egitto in queste condizioni e quindi qualcuno ha suggerito che questa campagna fosse cominciata prima della guerra con Sparta, nel 462 a.C., ma questa data è generalmente rifiutata e sembra che la campagna d'Egitto sia stata per Atene semplicemente un opportunismo politico.

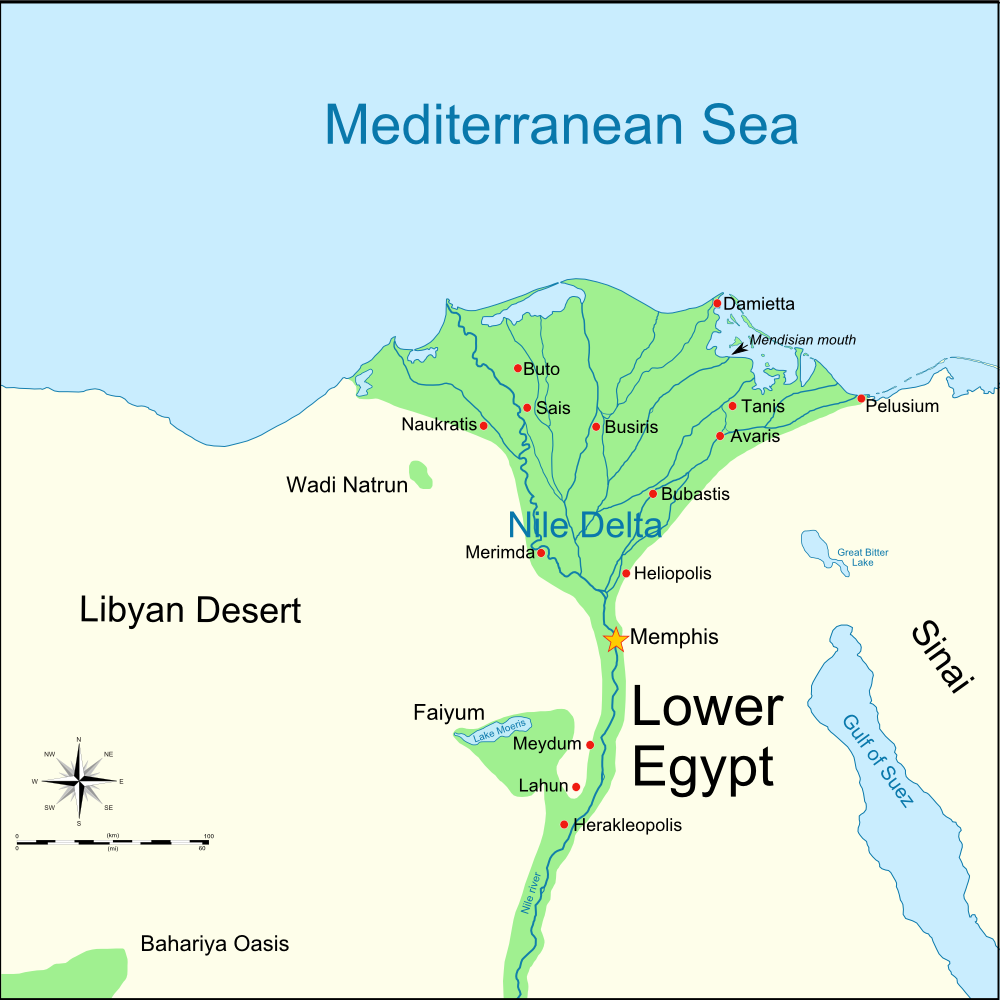
Mappa dell'Egitto che mostra i luoghi importanti, dove conosciuti, della campagna della lega di Delo dal 460 al 454 a.C.

La satrapia dell'impero persiano comprendente l'Egitto era particolarmente incline alla rivolta, una delle quali si era verificata di recente, nel 486 a.C.
Nel 461 o 460 a.C. iniziò una nuova ribellione sotto il comando di Inaros, un re libico che viveva al confine con l'Egitto; questa ribellione si espanse rapidamente nel paese, che ben presto fu in gran parte nelle sue mani. Inaros in quel momento si affidò alla lega di Delo per l'assistenza nella lotta contro i Persiani.
C'era una flotta di 200 navi già in viaggio per Cipro, a cui gli Ateniesi fecero andare in Egitto per supportare la rivolta. In effetti è possibile che la flotta in un primo momento fosse stata spedita a Cipro perché, dato che l'attenzione persiana focalizzata sulla rivolta egiziana, sembrava un momento favorevole per combattere a Cipro. Questo potrebbe contribuire a spiegare la decisione degli Ateniesi apparentemente sconsiderata di combattere su due fronti. Tucidide sembra sottintendere che l'intera flotta fu deviata verso l'Egitto, ma si è ipotizzato che una flotta così grande sarebbe stata inutile e che qualche parte di essa sia rimasta presso la costa dell'Asia Minore durante questo periodo. Ctesia suggerisce che gli Ateniesi inviarono 40 navi, mentre Diodoro dice 200, in apparente accordo con Tucidide.
Fine suggerisce una serie di ragioni per cui gli Ateniesi potrebbero essere stati disposti a impegnarsi in Egitto, nonostante la guerra in corso altrove: l'occasione di indebolire Persia, il desiderio di una base navale in Egitto, l'accesso all'enorme fornitura di grano del Nilo, e, dal punto di vista degli alleati Ionici, la possibilità di ripristinare i proficui rapporti commerciali con l'Egitto.
In ogni caso, gli Ateniesi arrivarono in Egitto e risalirono il Nilo per unirsi con le forze di Inaros. Il re persiano Artaserse nel frattempo aveva assemblato una forza di soccorso per schiacciare la rivolta, sotto il comando di suo zio Achemene. Diodoro stima che questo esercito fosse composto da 300'000 uomini, Ctesia da 400'000, ma queste cifre probabilmente sono esagerate.

#### Battaglia di Pampremide
Secondo Diodoro, l'unica fonte dettagliata di questa campagna, il contingente di soccorso persiano si era accampata vicino al Nilo. Anche se Erodoto non tratta di questo periodo, ne fa cenno di una digressione: "[Io] ho visto anche i crani dei Persiani che furono uccisi con il figlio di Dario Achemene a Papremide da Inaros il Libanese". Questo prova che la battaglia avvenne realmente e le fornisce un nome, cosa che Diodoro non fa. Pampremide (o Papremide) sembra essere stata una città sul delta del Nilo, centro di culto per l'equivalente egiziano di Ares/Marte.
Diodoro afferma che gli Ateniesi, dopo essere arrivati, accettarono battaglia dai Persiani assieme agli Egizi. All'inizio i Persiani furono avvantaggiati dalla loro superiorità numerica, ma alla fine gli Ateniesi sfondarono le loro linee, mettendoli in fuga; dei gruppetti dell'esercito persiano comunque trovarono rifugio nella cittadella di Menfi (il cosiddetto Castello Bianco") e non si riuscì a cacciarli.
La riassunto che Tucidide dà su questo argomento è: "E impadronitisi del fiume e di due terzi di Menfi, si diressero all'attaccò del terzo rimanente, che è chiamato "Castello Bianco".

#### Assedio di Menfi
Gli Ateniesi e gli Egizi stabilirono quindi di assediare il "Castello Bianco". L'assedio però non progredì bene e probabilmente durò per almeno quattro anni: Tucidide dice che tutta la loro spedizione durò sei anni e che, di questo tempo, gli ultimi 18 mesi furono trascorsi assediando Prosopitide.
Secondo Tucidide, Artaserse in un primo momento inviò Megabazo per cercare di corrompere gli Spartani a invadere l'Attica, in modo da far spostare le forze ateniesi dall'Egitto. Dopo il fallimento di questo piano, riunì un grande esercito sotto il comando di Megabizo e lo spedì in Egitto. Diodoro racconta all'incirca la stessa storia, con più dettagli: dopo il tentativo fallito di corruzione, Artaserse mise Megabizo e Artabazo a capo di 300 000 uomini, incaricandoli di sedare la rivolta. Essi andarono prima dalla Persia alla Cilicia, dove raccolsero una flotta di 300 triremi dai Cilici, dai Fenici e dai Ciprioti, e fecero allenare il loro esercito per un anno, poi si diressero verso l'Egitto. Tucidide non menziona Artabazo, che secondo Erodoto aveva preso parte alla seconda guerra persiana, quindi Diodoro potrebbe essersi sbagliato a proposito della sua presenza in questa campagna.
È certamente possibile che le forze persiane abbiano trascorso molto tempo ad allenarsi, dato che ci vollero loro quattro anni per rispondere alla vittoria egiziana di Pampremide. Nonostante nessun autore dia molti dettagli, è chiaro che, quando Megabizo finalmente arrivò in Egitto, fu in grado di concludere rapidamente l'assedio di Menfi, sconfiggendo gli Egiziani in battaglia e cacciando gli Ateniesi dalla città.

#### Assedio di Prosopitide
Gli Ateniesi si ritirarono e si stabilirono nell'isola di Prosopitide, nel delta del Nilo, dove erano ormeggiate le loro navi. Megabizo li assediò per 18 mesi, fino a quando fu in grado di drenare il fiume da intorno all'isola scavando dei canali, in modo da collegare l'isola alla terraferma. Nel racconto di Tucidide i Persiani poi attraversarono l'ex fiume e catturarono l'isola; solo pochi soldati dell'esercito ateniese, marciando attraverso la Libia verso Cirene, sopravvissero e tornarono ad Atene.
Nella versione di Diodoro, tuttavia, il drenaggio del fiume spinse gli Egizi (che Tucidide non cita) a disertare e ad arrendersi ai Persiani. I Persiani, non volendo sostenere pesanti perdite nell'attaccare gli Ateniesi, permisero loro di andarsene liberamente a Cirene, da dove tornarono ad Atene.
Dal momento che la sconfitta della spedizione in Egitto causò un vero e proprio panico ad Atene, uno dei cui effetti fu il trasferimento da Delo tesoro ad Atene, è più probabile che sia corretta la versione di Tucidide.

#### Battaglia di Mendesio
Come disastroso finale per la spedizione, Tucidide menziona il destino di uno squadrone di cinquanta triremi inviate per soccorrere gli assediati di Prosopitide: ignara del fatto che gli Ateniesi erano stati sconfitti, la flotta fu posizionata alla foce Mendesiana del Nilo, dove fu subito attaccata da terra dall'esercito persiano e dal mare dalla flotta fenicia.
La maggior parte delle navi furono distrutte e solo una manciata di esse riuscì a fuggire e a tornare ad Atene.

### Cipro

Mappa che mostra gli antichi regni di Cipro

Nel 478 a.C. secondo Tucidide gli alleati salparono per Cipro e "sottomisero la maggior parte dell'isola". Non è chiaro cosa Tucidide intendesse con questa frase.
Sealey suggerisce che si verificò semplicemente una razzia con lo scopo di raccogliere quanto più bottino possibile dalle guarnigioni persiane a Cipro. Non ci sono fonti secondo le quali gli Alleati avrebbero provato a conquistare l'isola, e poco dopo essi salparono a Bisanzio. Certamente il fatto che la Lega di Delo abbia fatto ripetutamente campagne a Cipro suggerisce che l'isola non fosse presidiata dagli alleati nel 478 a.C., o che i presidi fossero stati rapidamente espulsi.
La volta successiva in cui Cipro è menzionata è nel 460 a.C., quando una flotta della lega fece una campagna lì prima che le fosse ordinato di dirigersi verso l'Egitto per sostenere la ribellione di Inaros, con le conseguenze fatali di cui sopra. Il disastro egiziano avrebbe portato gli Ateniesi a firmare una tregua di cinque anni con Sparta nel 451 a.C.
Non dovendo più combattere in Grecia, La lega era di nuovo in grado di spedire una flotta per fare una campagna a Cipro nel 451 a.C., sotto il comando del Cimone, da poco rieletto.

#### Assedio di Kition
Cimone salpò per Cipro con una flotta di 200 navi fornita dagli Ateniesi e dai loro alleati. Tuttavia, 60 di queste navi furono inviate in Egitto su richiesta di Amirteo, il cosiddetto "re delle paludi", che si opponeva ancora al dominio persiano.
Il resto della flotta assediò Kition a Cipro, ma durante l'assedio Cimone morì (non si sa se a causa di una ferita o di una malattia). Agli Ateniesi mancavano i viveri, quindi, apparentemente eseguendo le istruzioni date da Cimone sul letto di morte, si ritirarono verso il Salamina.

#### Battaglia di Salamina in Cipro

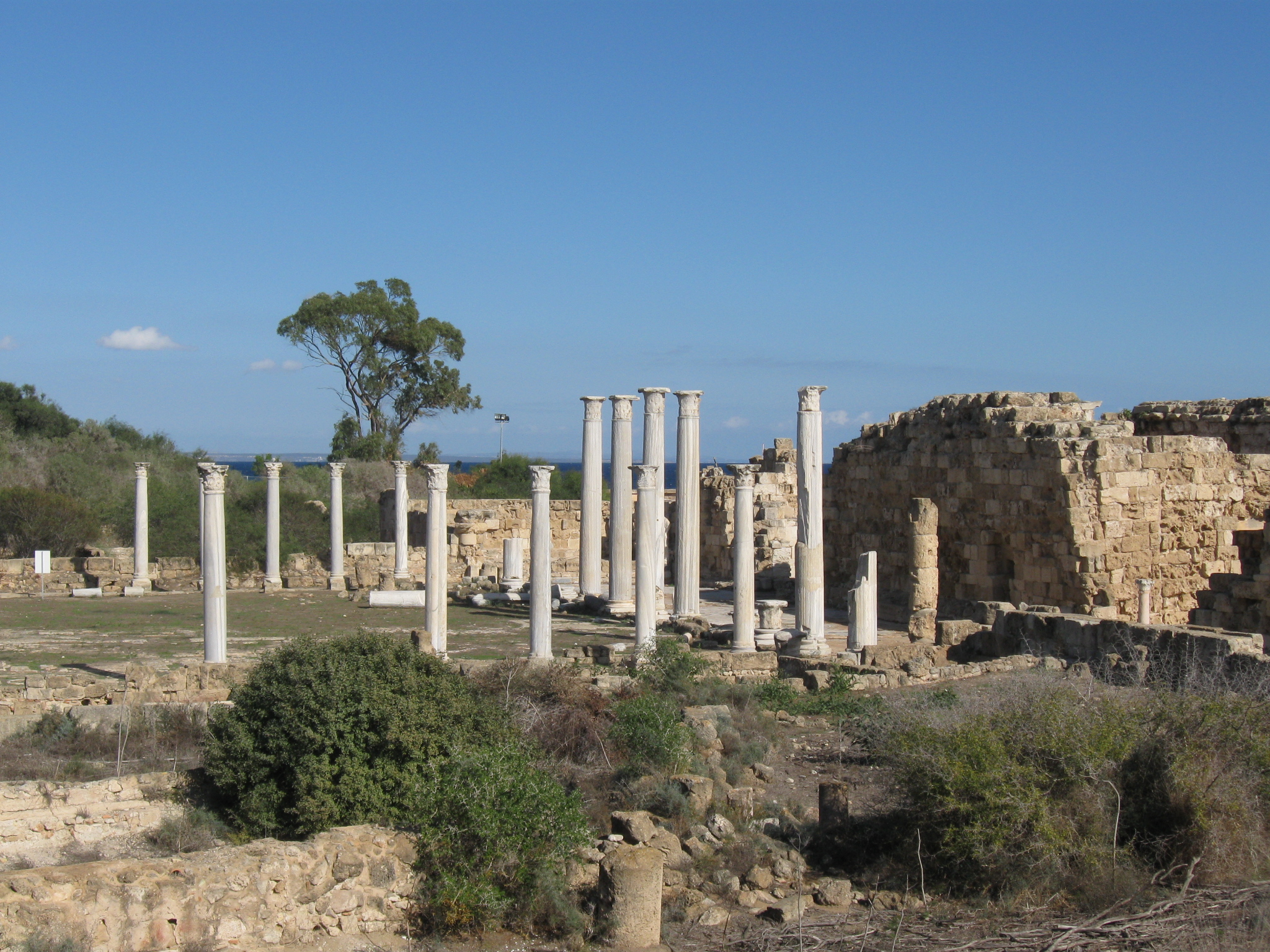
Le rovine di Salamina a Cipro

L'esercito ateniese fu tenuto all'oscuro della morte di Cimone. 30 giorni dopo aver lasciato Kition, gli Ateniesi e i loro alleati furono attaccati da un esercito persiano composto da Cilici, Fenici e Ciprioti, mentre salpavano da Salamina.
Sotto il "comando" del defunto Cimone, sconfissero quest'esercito in mare e anche a terra. Dopo essersi liberati con successo dall'attacco persiano, gli Ateniesi tornarono in Grecia navigando insieme al contigente che era stato mandato in Egitto.
Queste battaglie rappresentarono la fine delle guerre greco-persiane. Non ci sarebbe alcun conflitto diretto tra la Persia e la Grecia fino al 396 a.C., quando il re spartano Agesilao fece una breve campagna in Asia Minore.

## Pace coi Persiani
Dopo la battaglia di Salamina a Cipro, Tucidide non fa menziona più nessun conflitto coi Persiani, dicendo semplicemente che i Greci tornarono a casa. Diodoro, invece, sostiene che dopo Salamina fu concordato un vero e proprio trattato di pace con i Persiani.
Probabilmente Diodoro, su questo punto, stava seguendo la storia di Eforo, che a sua volta fu presumibilmente influenzato dal suo maestro Isocrate, dal quale abbiamo il primo riferimento a questa presunta pace nel 380 a.C. Anche durante il IV secolo a.C. l'idea del trattato era controversa, e due autori di quel periodo, Callistene e Teopompo, sembrano negare la sua esistenza.
È possibile che gli Ateniesi abbiano tentato di negoziare con i Persiani in precedenza. Plutarco suggerisce che, come conseguenza della vittoria all'Eurimedonte, Artaserse aveva accettato un trattato di pace con i Greci, e nomina Callia come ambasciatore coinvolto. Tuttavia, come ammette Plutarco, Callistene negava che fosse stato concordato un trattato di pace nel 466 a.C.
Erodoto accenna anche ad un'ambasciata ateniese guidata da Callia, inviata a Susa per negoziare con Artaserse; questa ambasciata includeva alcuni rappresentanti di Argo e, probabilmente, può quindi essere datata al 461 a.C. (dopo la formazione dell'alleanza tra Atene e Argo). Questa ambasciata potrebbe essere stata un tentativo di raggiungere un qualche tipo di accordo di pace ed è stato anche suggerito che il fallimento di questi ipotetici negoziati portò alla decisione ateniese di sostenere la rivolta egiziana.
Le fonti antiche quindi non concordano sul fatto che ci sia stata o no una pace ufficiale e, quando sono d'accordo sulla sua esistenza, non lo sono sulla data.
Anche le opinioni fra gli storici moderne sono diverse l'una dall'altra: Fine, per esempio, accetta il concetto di pace di Callia, mentre Sealey lo respinge. Holland accetta che sia stato pattuito un qualche tipo di accordo tra Atene e la Persia, ma non un trattato ufficiale.
Fine sostiene che il rifiuto da parte di Callistene del fatto che sia stato fatto un trattato dopo la battaglia dell'Eurimedonte non esclude che sia stato stretto un trattato di pace in seguito; inoltre suggerisce che Teopompo in realtà si stesse riferendo a un trattato che era stato presumibilmente negoziato con la Persia nel 423 a.C. Se questi punti di vista fossero corretti, rimuoverebbero uno dei principali ostacoli all'accettazione dell'esistenza del trattato. Un ulteriore ragionamento a favore dell'esistenza del trattato è l'improvviso ritiro degli Ateniesi da Cipro nel 450 a.C., che ha più senso alla luce di una sorta di accordo di pace.
D'altra parte, se ci fosse stato davvero qualche tipo di trattato, il fatto che Tucidide non ne parli è strano: nel suo flashback sulla Pentecontaetia il suo scopo è spiegare la crescita del potere ateniese, quindi un tale trattato, e il fatto che gli alleati di Delo non siano stati sciolti dai loro obblighi dopo di esso, avrebbe segnato un passo importante nell'ascesa di Atene. Al contrario, è stato suggerito che è meglio interpretare certi passaggi sparsi per la storia di Tucidiede come riferiti a un accordo di pace.
Di conseguenza non c'è un chiaro consenso fra gli studiosi moderni a proposito dell'esistenza di questo trattato.
Le fonti antiche che danno dettagli del trattato sono coerenti nella loro descrizione dei termini di pace:
- Tutte le città greche d'Asia dovevano "vivere secondo le proprie leggi" o "essere autonome" (dipende dalla traduzione).
- I satrapi persiani (e presumibilmente i loro eserciti) non dovevano viaggiare più a ovest dell'Halys (Isocrate) o più vicino di un viaggio a cavallo di un giorno (Callistene) o di un viaggio a piedi di tre giorni dal mar Egeo (Eforo e Diodoro).
- Tutte le navi da guerra persiane potevano navigare non più ad ovest di Faselide (sulla costa sud dell'Asia Minore) e non più ad est degli scogli di Cianea (probabilmente il limite orientale del Bosforo, sulla costa nord).
- Se i termini fossero stati osservati dal re e dai suoi generali, allora gli Ateniesi non avrebbero dovuto mandare truppe nei territori controllati dalla Persia.

## Conseguenze ed eventi successivi
Verso la fine del conflitto con la Persia il processo attraverso il quale la Lega di Delo divenne l'impero ateniese raggiunse la sua conclusione: gli alleati di Atene non furono liberati dai loro obblighi di fornire denaro o navi, nonostante la cessazione delle ostilità.
In Grecia, la prima guerra del Peloponneso tra le potenti leghe di Atene e di Sparta, che era continuata in modo alterno sin dal 460 a.C., si concluse definitivamente nel 445 a.C. colla pace dei trent'anni.
Tuttavia la crescente ostilità tra Sparta e Atene portò, solo 14 anni dopo, allo scoppio della seconda guerra del Peloponneso, ben più devastante della precedente: questo conflitto disastroso, che si trascinò per 27 anni, alla fine distrusse la potenza e l'impero di Atene, instaurando l'egemonia spartana sulla Grecia.
Tuttavia non soffrì solo Atene: il conflitto indebolì notevolmente tutta la Grecia.
Ripetutamente sconfitto in battaglia dai Greci e afflitto da ribellioni interne che ostacolavano la sua capacità di combattere i Greci, dopo il 450 a.C. Artaserse e i suoi successori adottarono una politica basata sul divide et impera: evitavano di combattere i Greci direttamente e tentavano di mettere Atene contro Sparta, corrompendo regolarmente i politici di entrambe le città per raggiungere il loro obiettivo; in questo modo, si assicuravano che i Greci rimanessero distratti da conflitti interni e non fossero in grado di dirigere le loro attenzioni alla Persia.
Non ci fu nessun conflitto aperto tra i Greci e la Persia fino al 396 a.C., quando il re di Sparta Agesilao invase brevemente l'Asia Minore; come sottolinea Plutarco, i Greci erano troppo occupati a distruggere il loro stesso potere per combattere contro i "barbari".
Se le guerre della lega di Delo avevano spostato l'equilibrio di potere tra la Grecia e la Persia a favore dei Greci, il successivo mezzo secolo di conflitto interno in Grecia contribuì molto a ripristinare l'equilibrio di potere a favore della Persia.
Nel 387 a.C. Sparta, combattuta da un'alleanza formata da Corinto, Argo, Tebe e Atene durante la guerra di Corinto, chiese aiuto alla Persia per consolidare la propria posizione; nella cosiddetta Pace del Re, che pose fine alla guerra, Artaserse II chiese agli Spartani e ricevette da loro il controllo delle città greche dell'Asia Minore, mentre in cambio i Persiani minacciarono di attaccare qualunque stato non avesse aderito alla pace.
Questo patto umiliante, che annullò tutto ciò che i Greci avevano guadagnato nel secolo precedente, sacrificò i Greci dell'Asia Minore per far mantenere agli Spartani l'egemonia sulla Grecia.
Dopo questo trattato gli oratori greci cominciarono a definire la pace di Callia (sia che sia esistita sia che non sia esistita) l'opposto della vergognosa Pace del Re, a magnificarla come un glorioso esempio dei "bei vecchi tempi" nei quali i Greci dell'Egeo erano stati liberati dal dominio persiano grazie alla lega di Delo.